# Pescennina epularis
Espèce
Pescennina epularis est une espèce d'araignées aranéomorphes de la famille des Oonopidae.

## Distribution
Cette espèce est endémique du Nord du Venezuela,.

## Description
Le mâle décrit par Platnick et Dupérré en 2011 mesure 1,64 mm.

## Publication originale
- Simon, 1903 : Descriptions d'arachnides nouveaux. Annales de la Société Entomologique de Belgique, vol. 47, p. 21-39 (texte intégral).